# 立山黒部アルペンルート
立山黒部アルペンルート（たてやまくろべアルペンルート）は、富山県中新川郡立山町の立山駅と、長野県大町市の扇沢駅とを結ぶ、総延長37.2kmの山岳観光ルートである。1970年（昭和45年）7月1日に命名され、1971年（昭和46年）6月1日に全線が開通した。
なお、電鉄富山駅から立山駅まで、および扇沢駅から長野駅までを含む場合もある。

## 概要

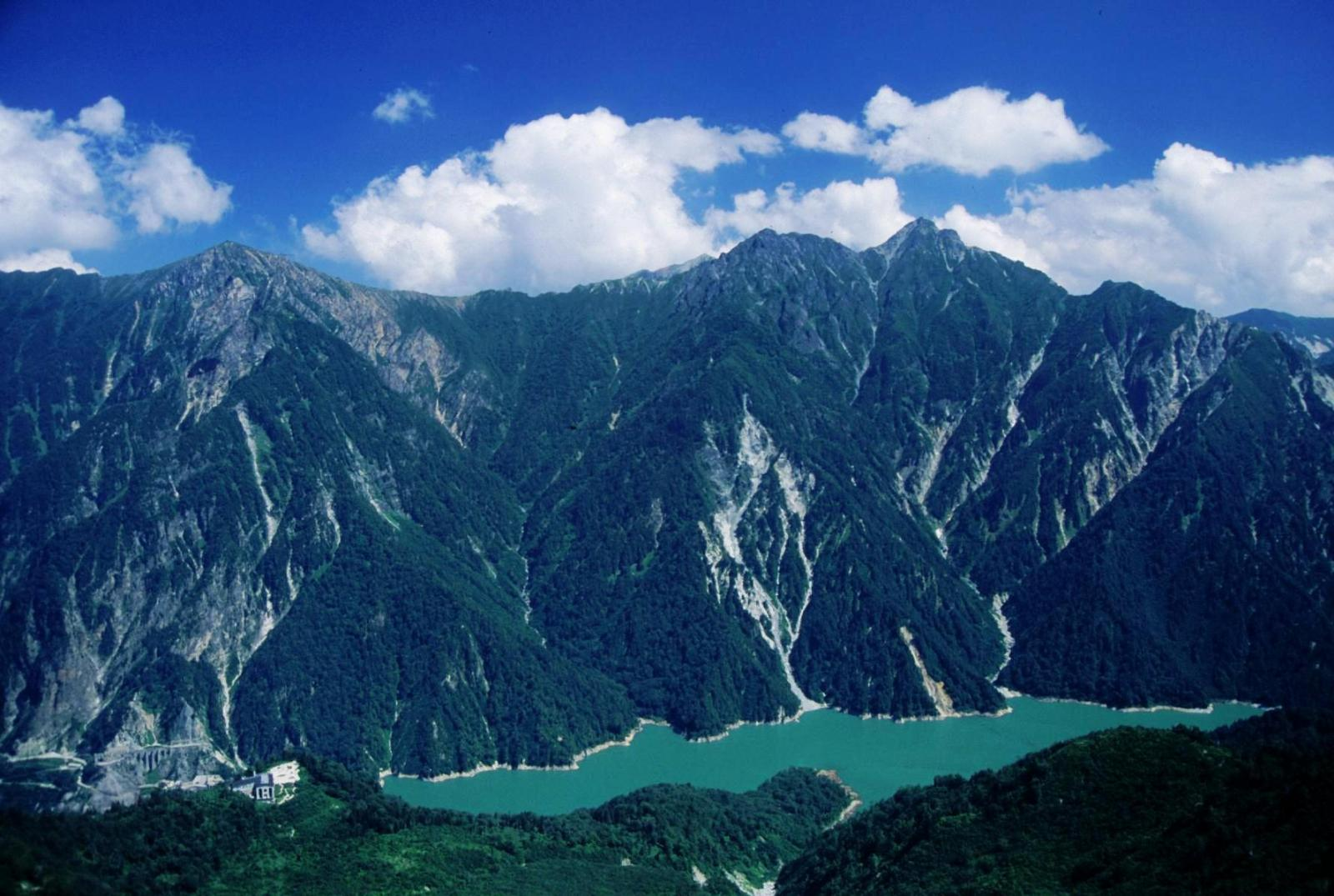
大観望から望む
赤沢岳、針ノ木岳、黒部湖

立山駅から扇沢駅までは、ほぼ西から東に25km足らずの直線距離だが、最大高低差は1,975m（最高2450m、最低475m）あり、ルート内の交通機関として、立山連峰の景観を望む立山ロープウェイ、全線地下式のケーブルカー、黒部ダム建設に用いられたトンネルを通る電気バス、日本国内一の堤高を持つ黒部ダムの堰堤上の徒歩での移動など、様々な乗り物を乗り継いで移動する。そのほぼ全区間が中部山岳国立公園内にあり、飛騨山脈・立山連峰を貫き、黒部ダムなどのいくつもの景勝地を通る。途中駅にはホテル立山などの宿泊施設もあり、それぞれが登山、散策、トレッキング、その他の観光コースの基点にもなっている。本ルートは4月半ばから開通し、11月半ばに閉鎖される（天候によりやや前後する）。
最高地点は、立山登山の基点ともなる室堂で標高2,450m。富山県側の立山から黒部湖までの区間は山岳観光や立山登山客の便を図るために作られた。黒部ダムから扇沢の区間（途中に富山県、長野県の県境）は黒部ダム建設の資材運搬のために建設され、ダム完成後に一般の旅客に開放された。
立山黒部アルペンルートは、富山県と長野県とを最短距離で結ぶ交通路である。しかし、自然保護の観点などから運賃が高額に設定されている、多くの乗り物を乗り継がなければならない（特に黒部湖駅から黒部ダム駅への乗り継ぎでは600mほど歩く必要がある）、距離の割に所要時間が長いといった理由から、富山・長野間の移動を主目的として用いられることは少ない。利用者の大半は山岳や黒部ダムの観光を目的とする両県外からの観光客である。また、富山空港に韓国や中国、台湾、タイからの国際線が乗り入れるようになってから、これらの国々からの観光客が目立つようになった（英語、中国語、韓国語による旅客案内の整備も行われている）。
なお、桂台料金所 - 美女平間および追分 - 室堂間の立山有料道路（富山県道6号富山立山公園線の一部）は、マイカー規制として路線バス、観光バスや公安委員会の許可を受けた車両、緊急自動車しか通行できない。
当初は富山と長野を結ぶ全線自動車道路が計画されていたが、自然保護団体からの反対を受けて、現在の形で計画されることになった。また、昭和40年代の開通当初には一般車両を通行させる計画もあり、小型乗用車12,800円・普通乗用車18,900円の料金設定がなされたが、交通渋滞や自然環境悪化といった問題も生じるため、実際に一般車両を通行させることなく現在に至っている。最近では乗用車やバスで立山黒部アルペンルートを訪問する観光客に対し、立山駅と扇沢駅の間で運送業者によるマイカー回送のサービスがある。なお、富山県側の道路の室堂までの延長の歴史は「地獄谷 (立山町)#歴史」を参照。
冬季でも設備維持のため扇沢から室堂ターミナルまでは点検・稼動している。

## 雪の大谷

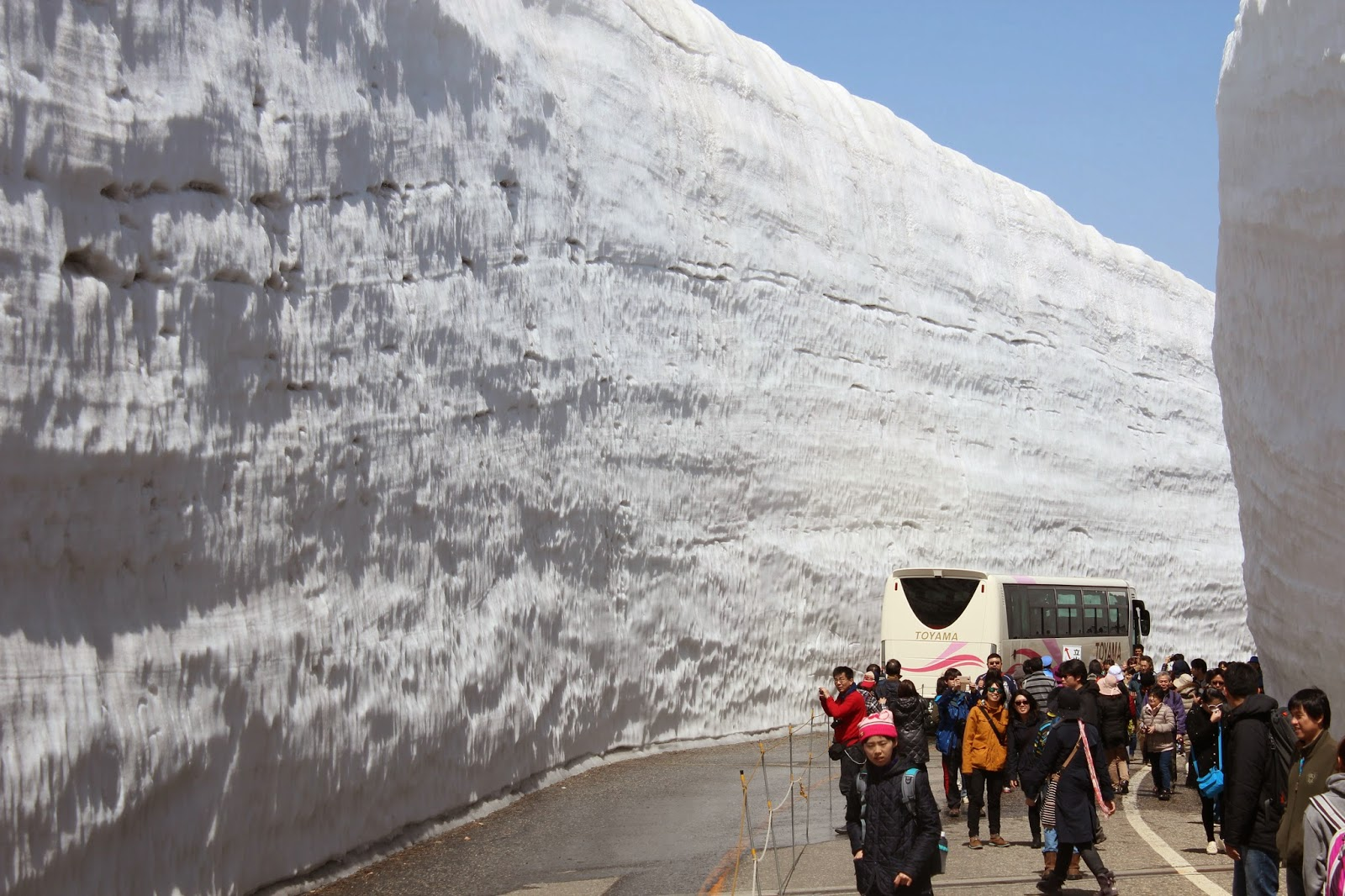
立山高原道路 雪の大谷

観光の中心は室堂であるが、4月から5月にかけての観光の中心は「雪の大谷」の「雪の大谷ウォーク」（無料 2019年度より「雪の大谷フェスティバル」に名称変更）である。1994年に3日間の期間で始まり、2004年に4月の全線開通から5月末まで、2008年に大型連休中も開放し、2009年に100万人、2014年に200万人を突破した。これは室堂から麓の方へ歩いたところにあり、15メートルから20メートルの雪の壁を目の当たりにすることができる。5月連休時期は2003年が20メートル越え、2013〜2022年の平均値が16メートル以上である。室堂平駐車場l(駅、郵便局)では同時期に5〜13メートルほどの積雪だが、雪の大谷は国見岳から連なる稜線の風下にあたり、山の頂上風上斜面ではないものの、吹きだまりに近い状態となってこのような積雪が見られる。積雪記録の数値は国土交通省(旧建設省)、富山県、富山大学などによるものだが、何れも道路除雪完了後の4月下旬以降のものであり、3月中旬の除雪作業開始時期のものではない。また数値は0.1メートル刻みである。測定点を定めた除雪開始前の積雪測定方法が検討されたこともあるが、黒部発電所維持ルート(宇奈月)とは異なるので不要とされた。
3月中旬頃からGPSで位置を確認しながら除雪が行われる。降雪が少ない台湾や韓国、タイ、マレーシア、シンガポールなどの国からの観光客に大人気のスポットとなっている。立山少年自然の家の研修の中に「雪の大谷」見学を入れる学校も多い。2021年から2023年には富山地方鉄道が日の丸自動車興業のオープントップバス「スカイバス東京」を借り入れ、車窓から雪の大谷を楽しむツアーが5月中旬から下旬まで運行された。

## 構成
| 駅・ターミナル | 標高   | 自治体                 | 交通手段                                                                                    | 名称                                 | 距離  |
| -------------- | ------ | ---------------------- | ------------------------------------------------------------------------------------------- | ------------------------------------ | ----- |
| 立山           | 475m   | 富山県 中新川郡 立山町 |                                                                                             |                                      |       |
| 立山           | 475m   | 富山県 中新川郡 立山町 | ケーブルカー                                                                                | 立山ケーブルカー（立山黒部貫光）     | 1.3km |
| 美女平         | 977m   | 富山県 中新川郡 立山町 | ケーブルカー                                                                                | 立山ケーブルカー（立山黒部貫光）     | 1.3km |
| 美女平         | 977m   | 富山県 中新川郡 立山町 | バス                                                                                        | 立山高原バス（立山黒部貫光）         | 23km  |
| 室堂           | 2,450m | 富山県 中新川郡 立山町 | バス                                                                                        | 立山高原バス（立山黒部貫光）         | 23km  |
| 室堂           | 2,450m | 富山県 中新川郡 立山町 | 電気バス                                                                                    | 立山トンネル電気バス（立山黒部貫光） | 3.7km |
| 大観峰         | 2,316m | 富山県 中新川郡 立山町 | 電気バス                                                                                    | 立山トンネル電気バス（立山黒部貫光） | 3.7km |
| 大観峰         | 2,316m | 富山県 中新川郡 立山町 | ロープウェイ                                                                                | 立山ロープウェイ（立山黒部貫光）     | 1.7km |
| 黒部平         | 1,828m | 富山県 中新川郡 立山町 | ロープウェイ                                                                                | 立山ロープウェイ（立山黒部貫光）     | 1.7km |
| 黒部平         | 1,828m | 富山県 中新川郡 立山町 | ケーブルカー                                                                                | 黒部ケーブルカー（立山黒部貫光）     | 0.8km |
| 黒部湖         | 1,455m | 富山県 中新川郡 立山町 | ケーブルカー                                                                                | 黒部ケーブルカー（立山黒部貫光）     | 0.8km |
| 黒部湖         | 1,455m | 富山県 中新川郡 立山町 | 徒歩                                                                                        | 黒部ダムの天端                       | 0.6km |
| 黒部ダム       | 1,470m | 富山県 中新川郡 立山町 | 徒歩                                                                                        | 黒部ダムの天端                       | 0.6km |
| 黒部ダム       | 1,470m | 富山県 中新川郡 立山町 | 電気バス                                                                                    | 関電トンネル電気バス（関西電力）     | 6.1km |
| 扇沢           | 1,433m | 長野県 大町市          | 電気バス                                                                                    | 関電トンネル電気バス（関西電力）     | 6.1km |
| 扇沢           | 1,433m | 長野県 大町市          | ※なお、美女平〜室堂間には弥陀ヶ原バス停（標高1,930m）と、天狗平バス停（標高2,300m）がある。 |                                      |       |

立山駅から扇沢駅まで、乗り換え時間を含めない合計移動時間は2時間弱。ただし繁忙期は各々の交通機関の待ち時間が1 - 2時間に及び、出発時刻によっては同日中の通り抜けができなくなることもある。なお、運行ダイヤについては時刻表に記載の便の他にも待ち具合によっては臨時便の増発・増便があるため、繁忙期であっても比較的スムーズに乗り継げることがある。
黒部ケーブルカーは日本で唯一の全線トンネル内運行。また、立山ロープウェイは途中に支柱を1本も設けていないワンスパン方式で、全長1,710mと同方式では日本一の長さとなっている。これらは景観保護やなだれによる被害を防ぐためでもある。なお、立山ケーブルカーと黒部ケーブルカーの軌間は共に1067mmである。

### ギャラリー

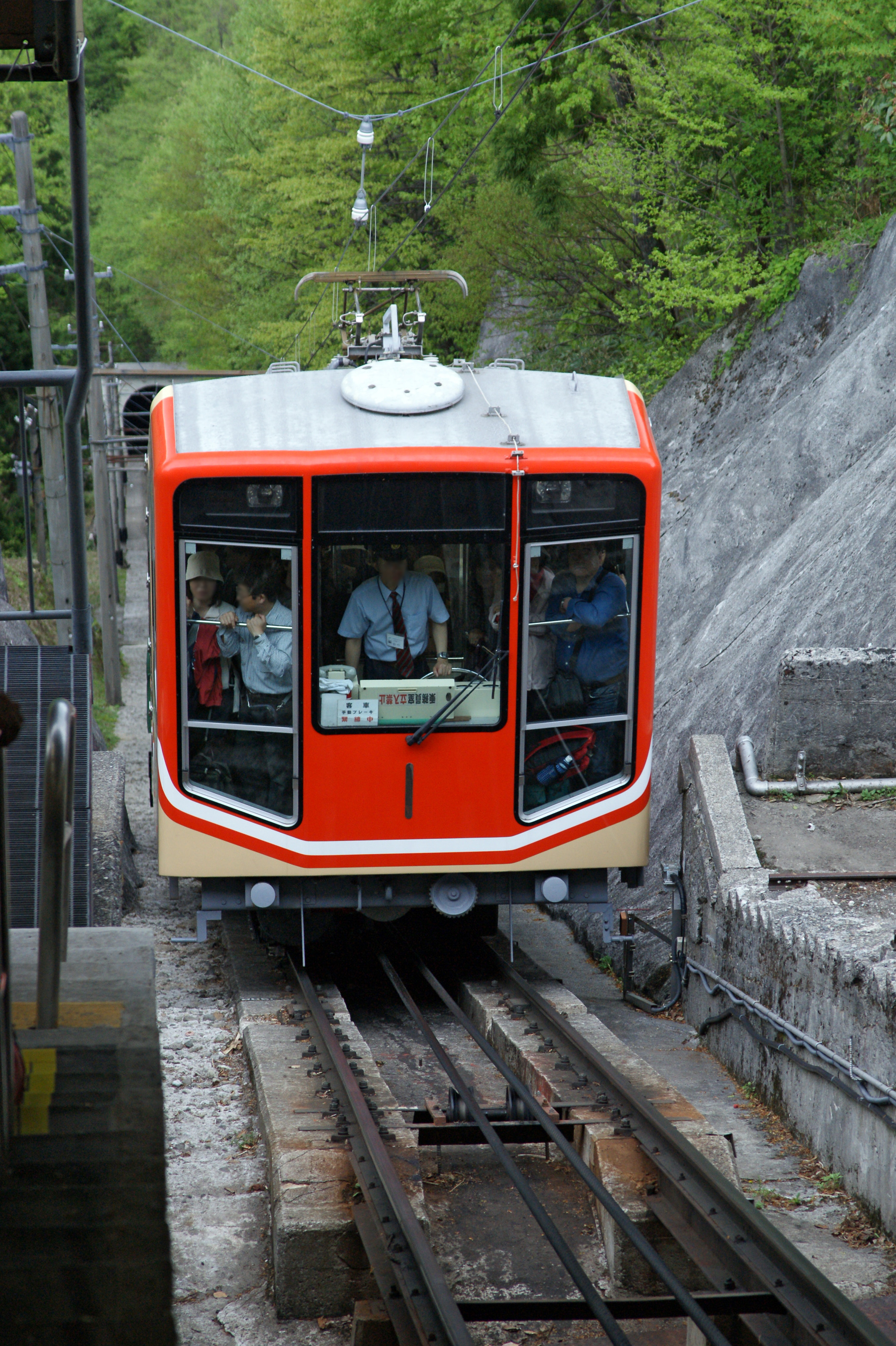
立山ケーブルカー
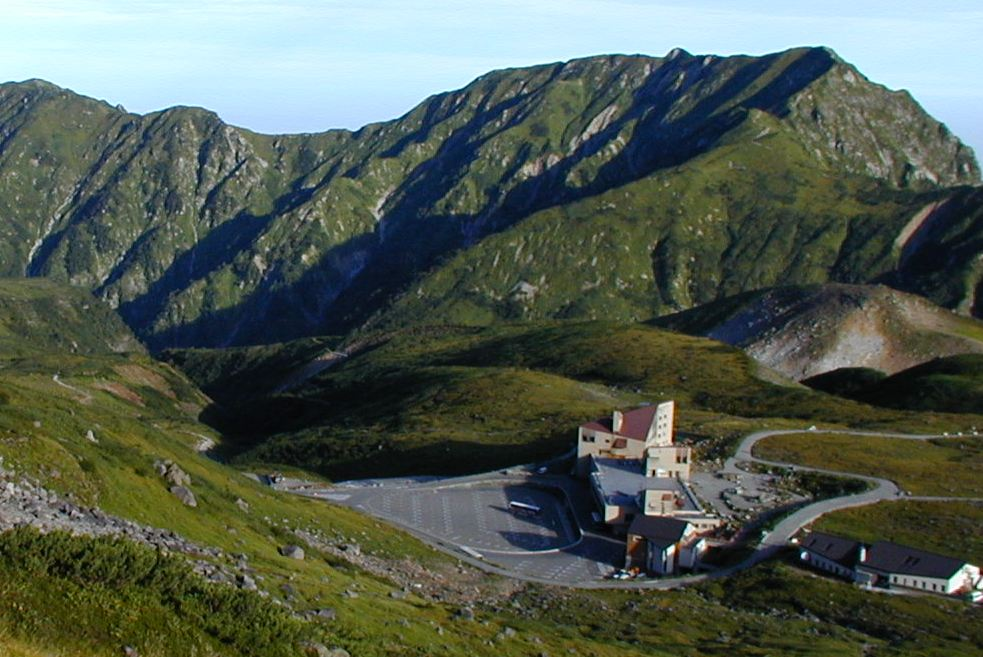
室堂ターミナル
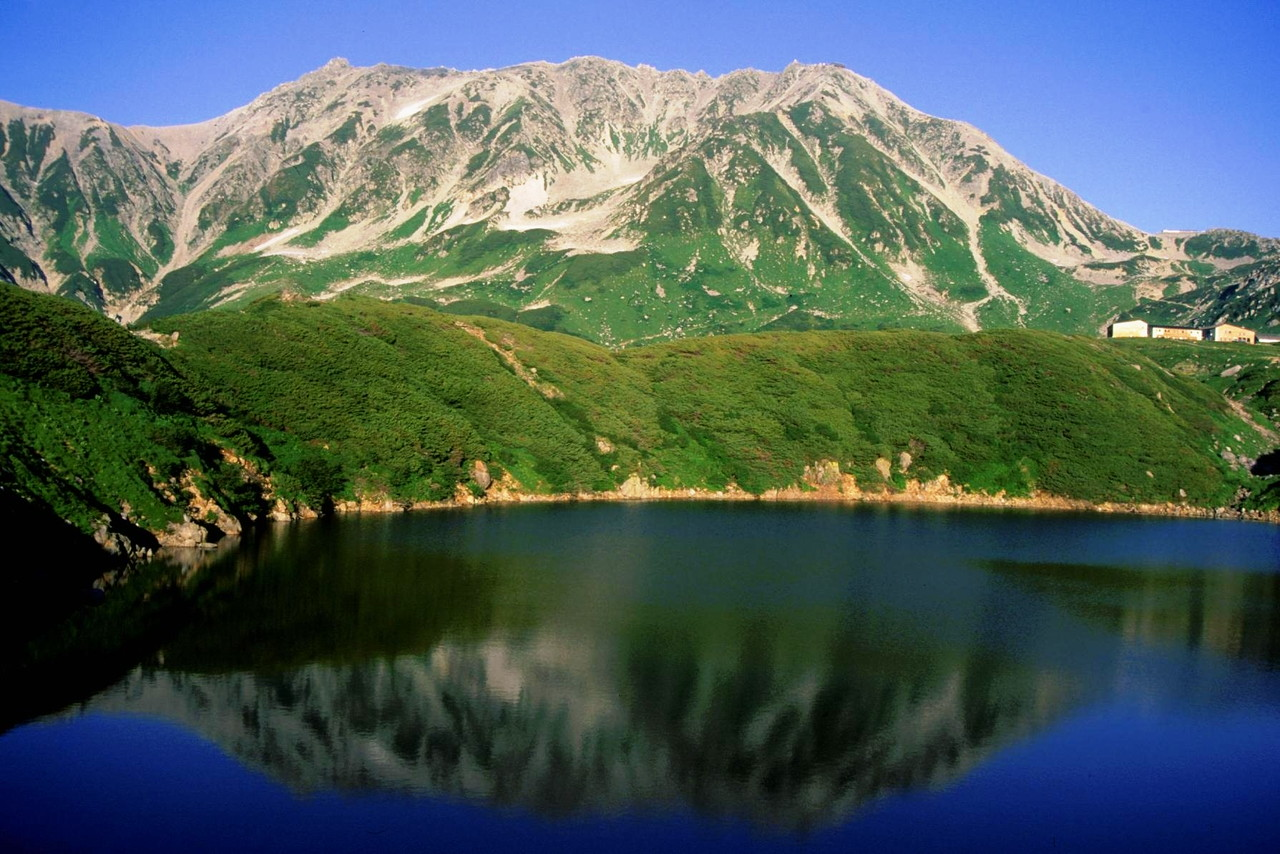
室堂のミクリガ池
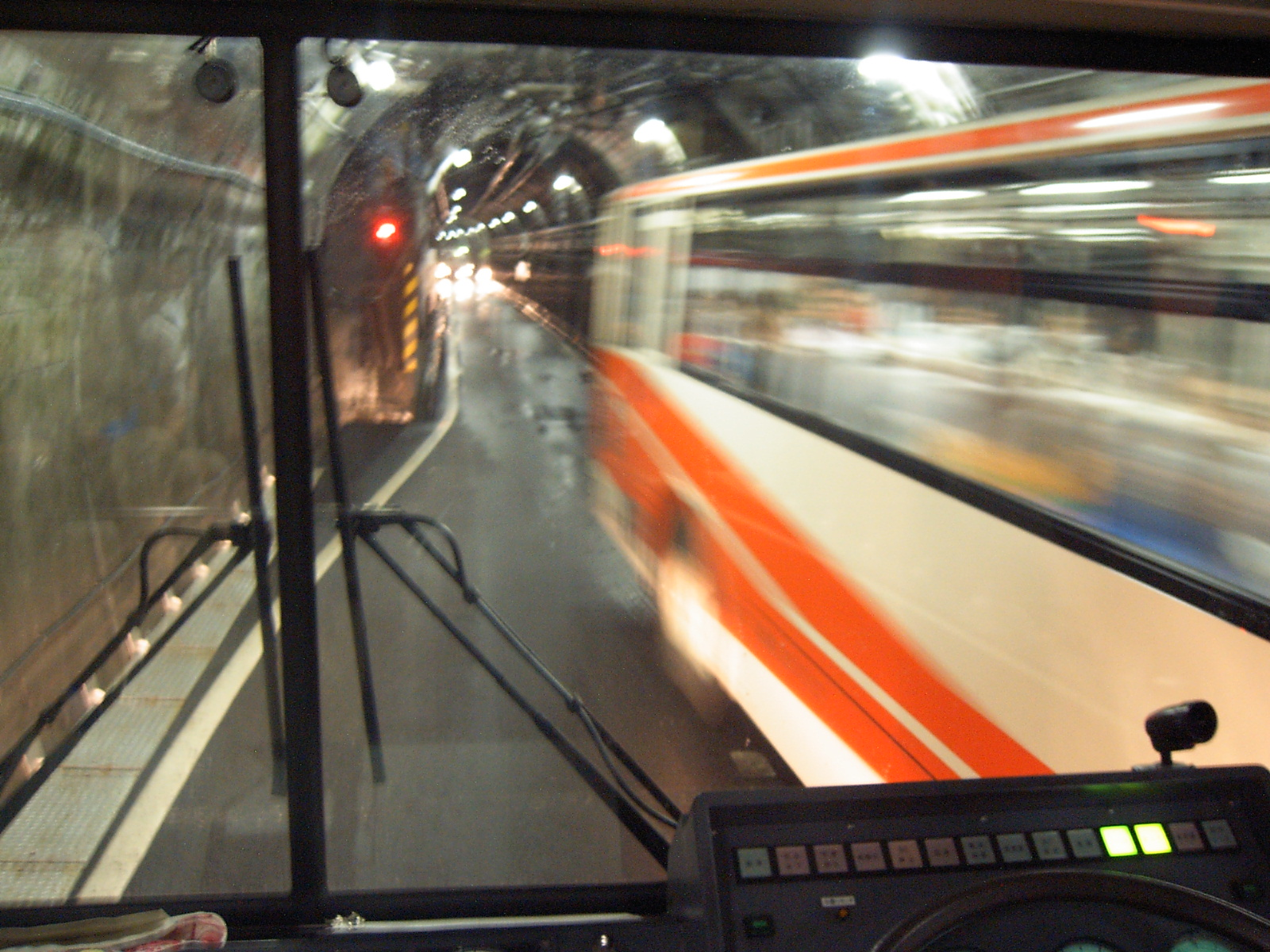
立山トンネル電気バスで
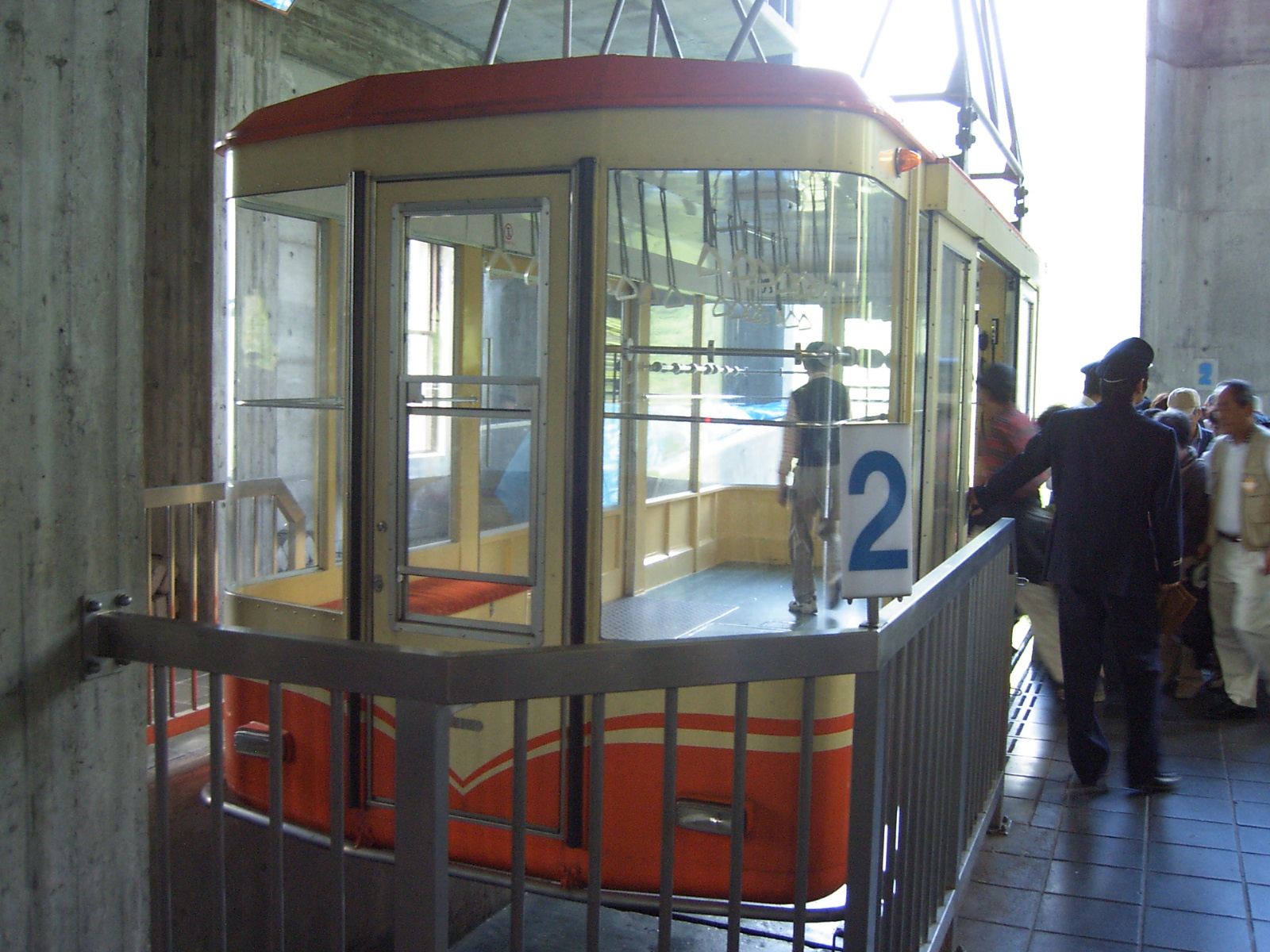
立山ロープウェイ
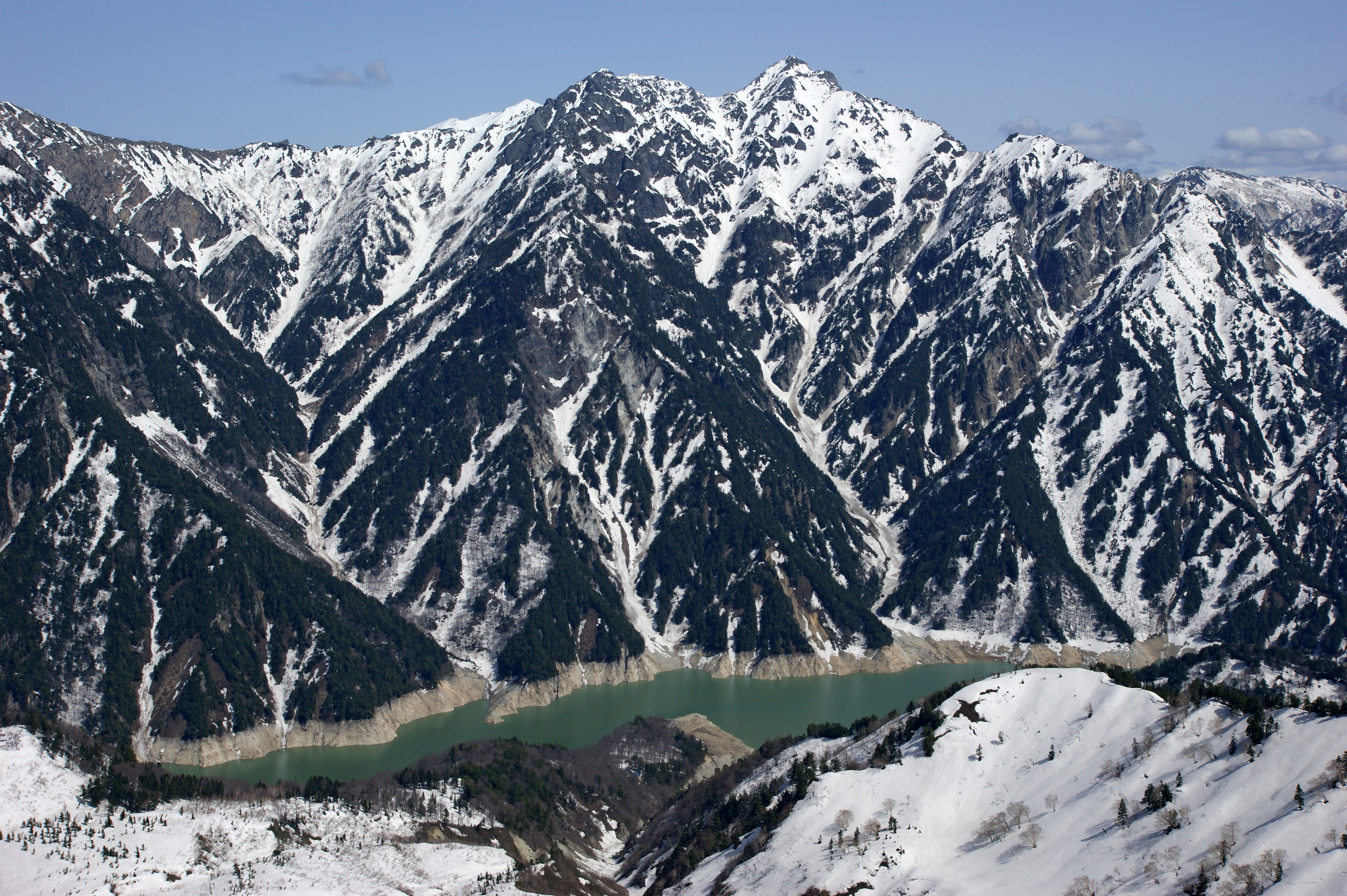
大観峰からの眺望（スバリ岳、針ノ木岳、黒部湖）
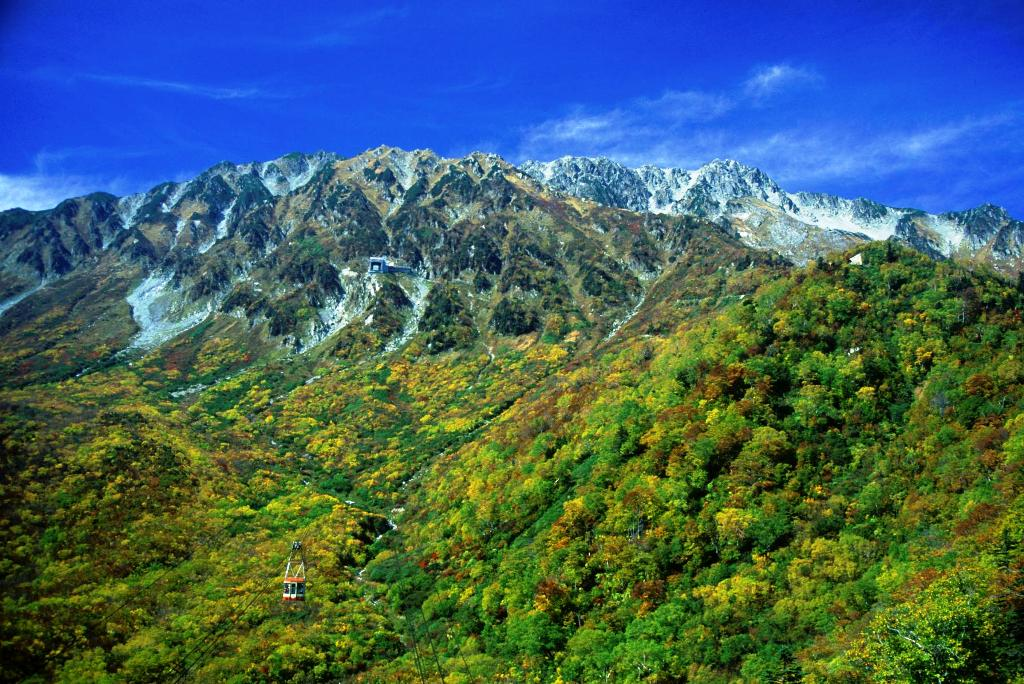
黒部平から望む立山
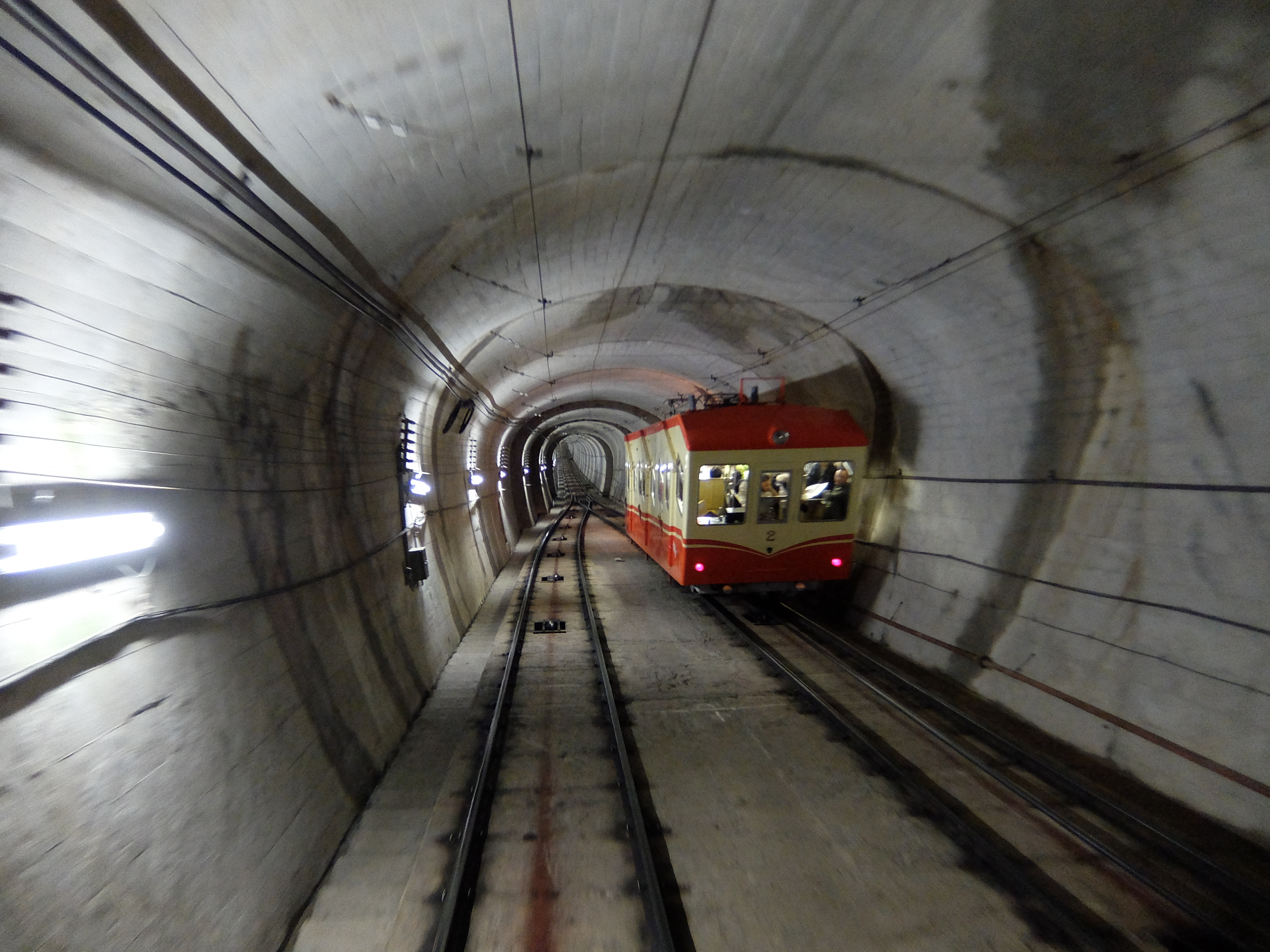
黒部ケーブルカーで
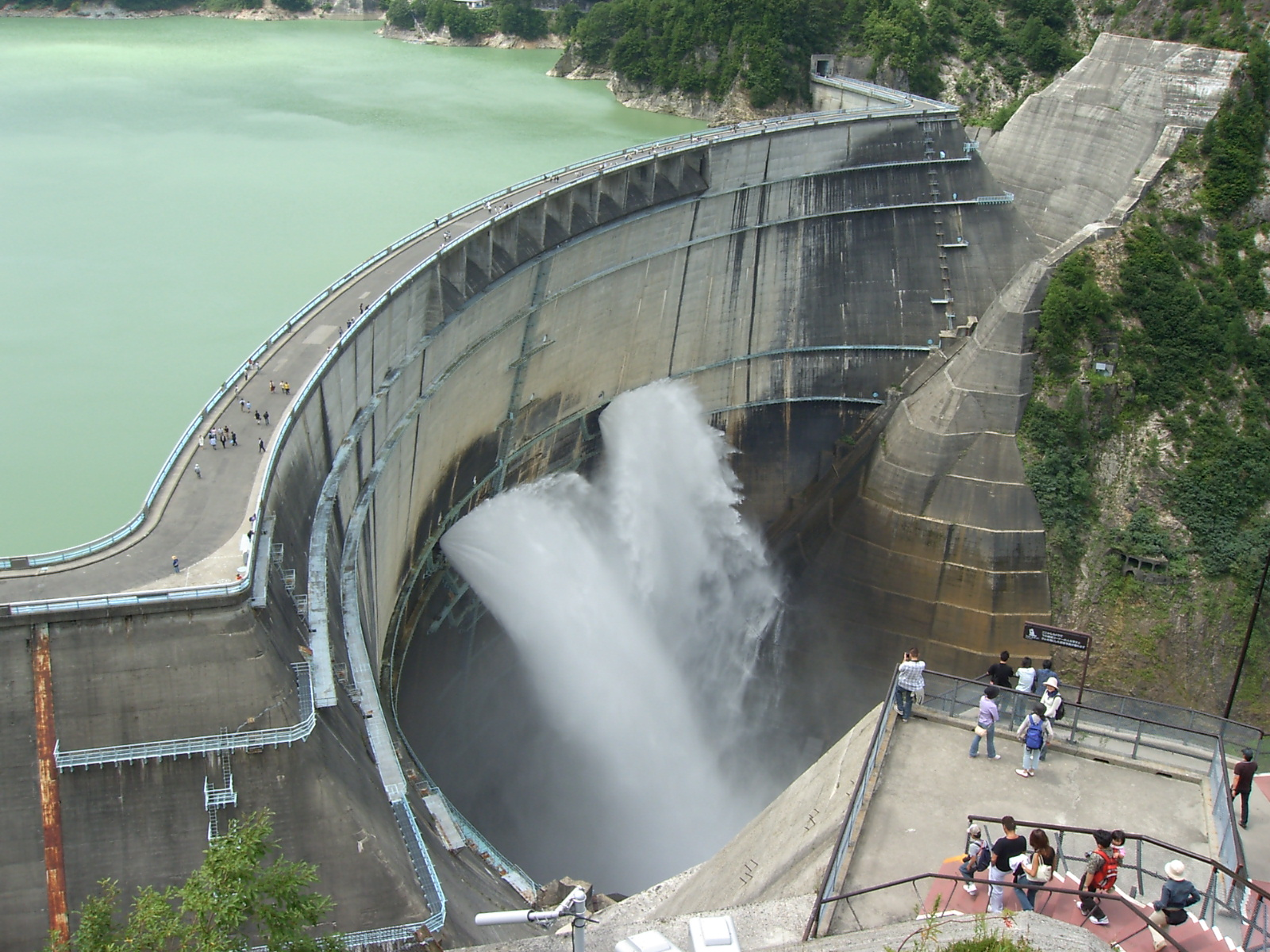
黒部ダム
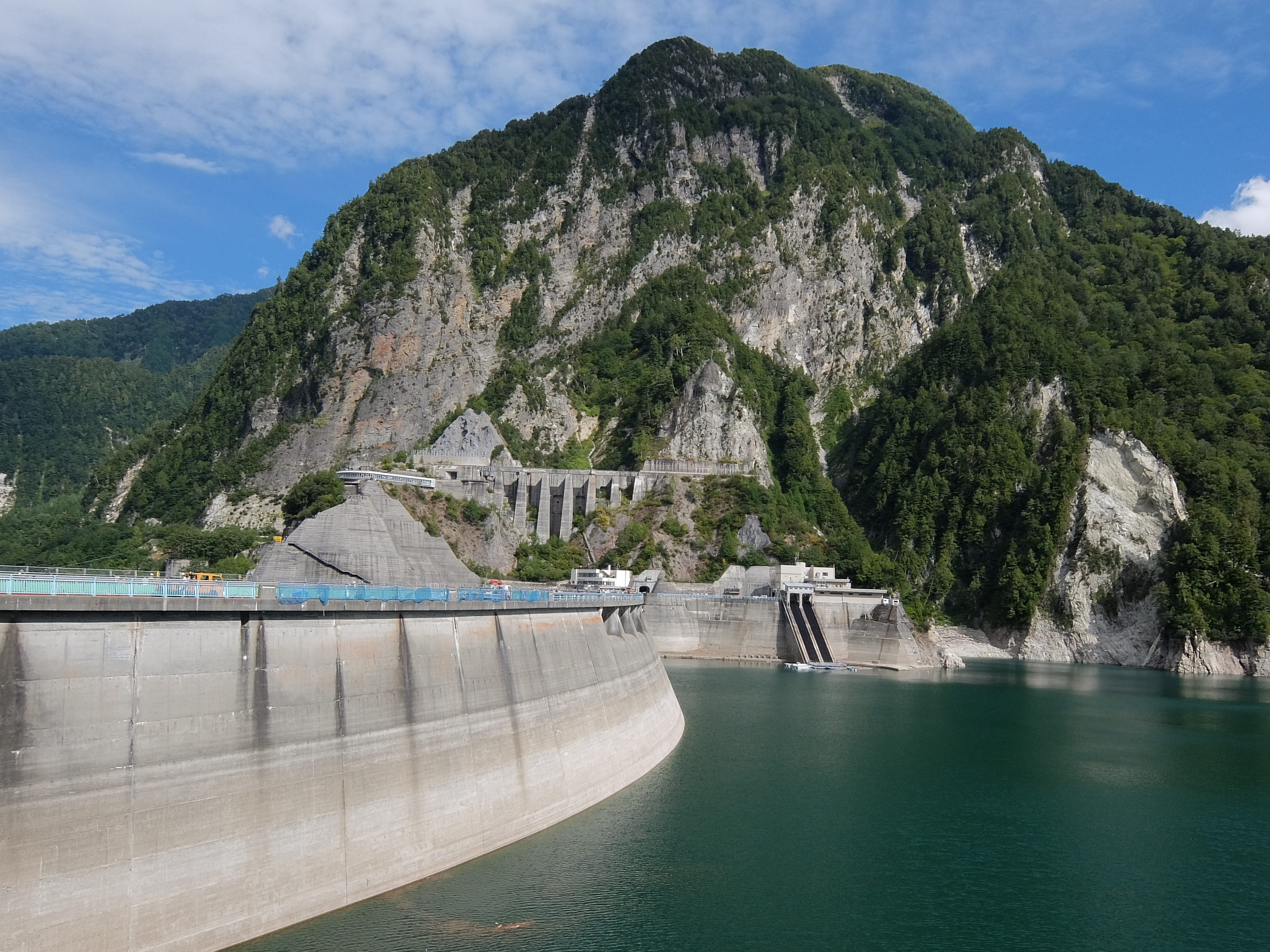
黒部平側からの黒部ダム
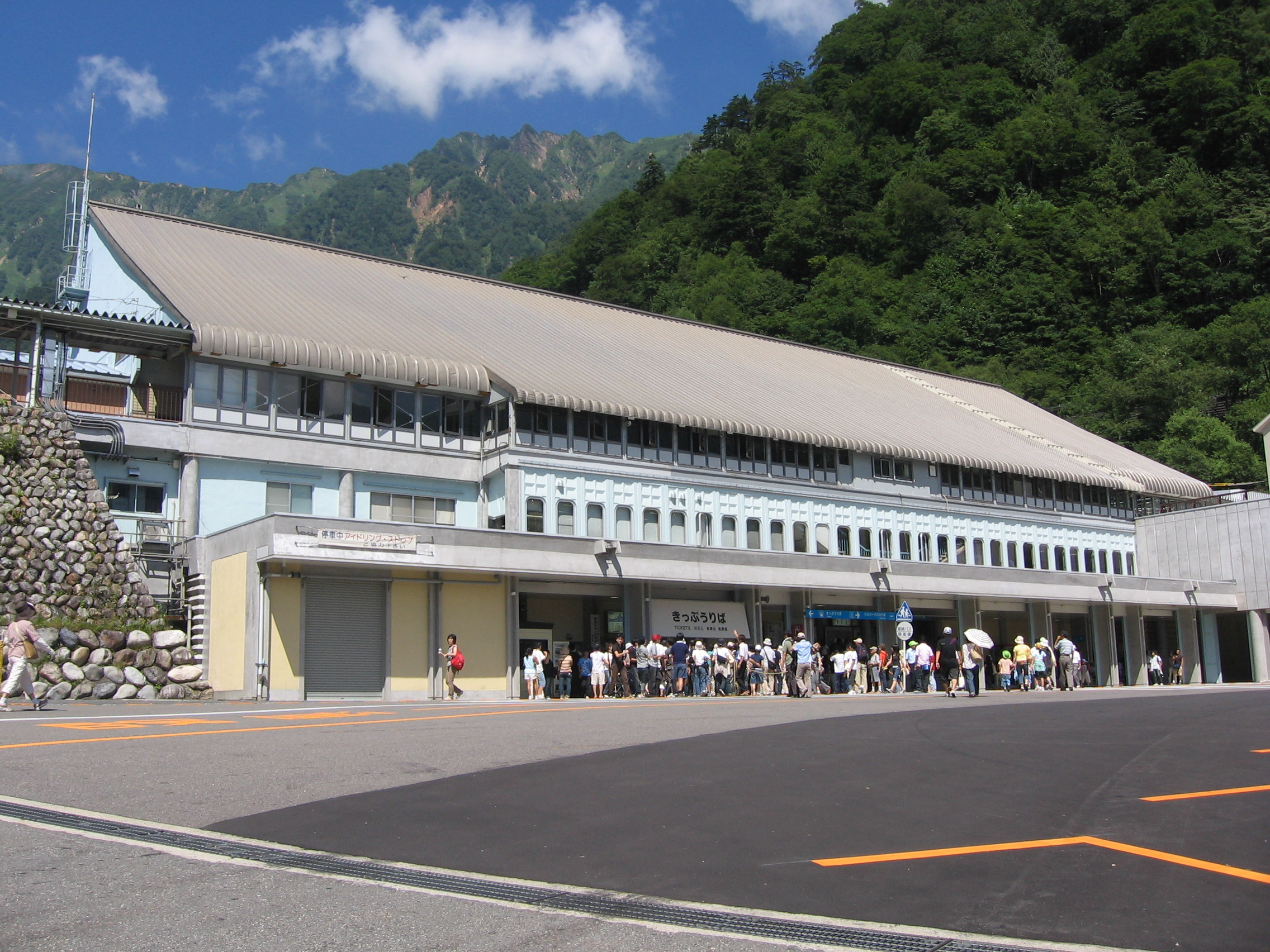
扇沢駅

## 備考
- 1974年、田中角栄は第10回参議院議員通常選挙の遊説の際、長野から富山への移動手段であるヘリコプターが天候悪化のため動けなくなり、急遽、本人発案でアルペンルートを利用しての富山入りとなった。この際、長野側の関電トンネルを車列を組んだまま通り抜けた記録が残る[14]。
- 1978年4月30日、大町有料道路で大規模な雪崩が発生。当時、富山県側は冬季閉鎖が解除されておらず、扇沢や黒部ダム周辺に数百人の観光客が閉じ込められる状態となった[15]。